# Futoshiki

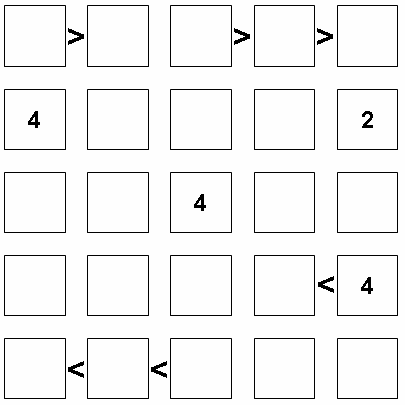
Een Futoshiki-puzzel.

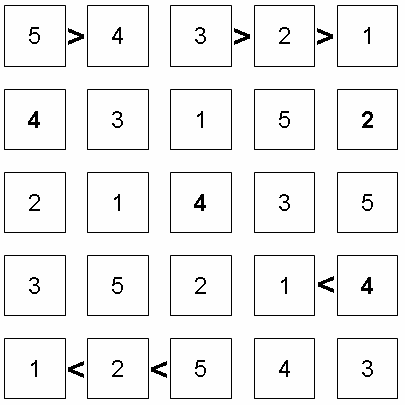
De oplossing van de bovenstaande puzzel.

Futoshiki (不等式, futōshiki, "niet gelijk", ook geschreven als hutosiki) is een puzzel uit Japan. De puzzel bestaat uit een vierkant van n bij n, waar de getallen 1 tot en met n eenmaal in elke rij en kolom ingevuld moeten worden (de oplossing is dan een Latijns vierkant). Daarnaast gelden er ongelijkheden (groter dan, kleiner dan) tussen bepaalde vakjes; zo kan het zijn dat het getal in een vakje groter moet zijn dan het getal in een aangrenzend vakje.
Futoshiki kan ook gezien worden als een variant van Sudoku waarbij de eis dat de getallen 1 tot en met 9 moeten voorkomen in een 3-bij-3-vak is vervangen door de eis dat de plaatsing van de getallen moet voldoen aan de gegeven ongelijkheden tussen vakken.
Futoshiki komt oorspronkelijk uit Japan. De Britse krant The Guardian introduceerde de puzzel in Europa op 30 september 2006.